# 盧載鉉
盧 載鉉（ノ・ジェヒョン、ろ さいげん、노재현、1926年8月8日 - 2019年9月25日）は、大韓民国の軍人。本貫は交河盧氏。号は碩峯。韓国国軍史上、非日本軍出身者初の陸軍参謀総長で、かつ陸軍参謀総長、合同参謀議長、国防長官に初めて連続昇進した人物だが、粛軍クーデターで失脚した。第16代韓国大統領の盧武鉉とは無関係。

## 人物
1926年8月、慶尚南道馬山に生まれる。昌信高等学校卒業。
南朝鮮国防警備隊の第5連隊に入隊し、連隊長の推薦で警備士官学校第3期に入校。1947年4月に卒業して少尉に任官。
1949年2月、第10連隊（連隊長：白南権少領）配属砲兵中隊長として勤務中、北朝鮮軍の侵入に業を煮やした連隊長の命令で北朝鮮海軍派遣隊隊舎に105mm砲弾5発を命中させ、基土門里砲撃事件を起こす。
1949年5月、北朝鮮軍が開城北側に侵攻して松嶽山地区5・4戦闘が起こると砲兵大隊長であった盧大尉は55mm対戦車砲2個中隊を併せ指揮したが旧式の105mm榴弾砲では北朝鮮軍の掩蓋を破壊するに至らず、また砲兵大隊が創設されて間もない時で未熟であったので苦戦したという。
1950年6月、第6砲兵大隊長として第1師団（師団長：白善燁大領）と行をともにし、善戦の一因となる。同年7月下旬、第11砲兵大隊長として第3師団（師団長：李俊植准将）を支援した。
1952年9月、第2軍団砲兵団長として金城や白馬高地の戦闘に参加し、偉勲をたてた。
1954年、第25師団砲兵団長、第5師団砲兵団長を歴任。
1955年7月、第1軍団砲兵司令官。
1961年2月、第30師団長、任准将。
1963年、第7師団長、任少将。陸軍本部監察監。
1964年8月、軍需基地司令官。
1965年、国防大学院修了。
1966年7月、第2軍団長。
1967年1月、任中将。
1969年7月、参謀次長。
1972年6月、参謀総長、任大将。旧日本軍に所属したことのない初の参謀総長である。
1975年3月、合同参謀議長。
1977年12月21日、国防部長官。1979年の1212クーデターで失脚。
軍を去った後は韓国総合化学工業社長、韓国肥料工業協会会長。民主化後は政界進出し、1991年韓国自由総連盟総裁、1995年に自由民主連合特任委員を務めた。
子供にノ・サンウク（高麗亜鉛常務）、娘婿に李德鍾（徳友商事社長）、許明秀（GS建設副会長、許昌秀の弟）らがいる。

## 評価
ハナフェのクーデターを阻止できなかったことから、「クーデターを容易に認知できる立場であったにもかかわらず、流血を避けて消極的な姿勢を貫き、結果的にクーデターを容認した」との批判を受けてきた。

## 登場作品
- 『コリアゲート（朝鮮語版）』（1995年、SBS） - 演：ナ・ヨンジン（朝鮮語版）
- 『第4共和国』（1995年、MBC） - 演：ソ・ハク（朝鮮語版）
- 『第5共和国』（2005年、MBC） - 演：シン・グク（朝鮮語版）
- 『ユゴ 大統領有故』（2005年、イム・サンス監督） - 演：シム・オチャン
- 『ソウルの春』（2023年、キム・ソンス監督） - 演：キム・ウィソン……盧載鉉をモデルとしたオ・グクサンが登場する。